# Кампо ал Мело (Ливорно)
Кампо ал Мело је насеље у Италији у округу Ливорно, региону Тоскана.
Према процени из 2011. у насељу је живело 52 становника. Насеље се налази на надморској висини од 19 м.